# Републикански път III-507
Републикански път IIІ-507 е третокласен път, част от Републиканската пътна мрежа на България, преминаващ по територията на области Кърджали и Хасково. Дължината му е 39,5 км.
Пътят се отклонява наляво при 343,8 км на Републикански път I-5 в центъра на град Кърджали и се насочва на изток покрай северния бряг на язовир "Студен кладенец". След село Седловина пътят напуска брега на язовира, насочва се на североизток, минава през село Жинзифово и при село Чифлик слиза в долината на река Перперек. От там продължава на изток по левия бряг на реката, минава през село Мъдрец и западно от село Перперек напуска долината на реката, завива на север и започва изкачване по южния склон на рида Чуката. При село Мост преодолява рида и се спуска по северния му склон, като навлиза в Хасковска област и в Хасковската хълмиста област. Тук последователно преминава през селата Маслиново, Горно Войводино и Долно Войводино, пресича Харманлийска река и непосредствено след нея, на около 500 м югоизточно от село Манастир се съединява с Републикански път III-505 при неговия 3,3 км.
По протежението на пътя, вляво и вдясно от него се отклоняват 3 тритокласни пътя от Републиканската пътна мрежа с четирицифрени номера:
- при 14,7 км, в село Чифлик — наляво Републикански път III-5071 (19,8 км) през селата Мургово, Горна крепост, Стремци, Стремово, Три могили, Бедрово, Драганово и Пряпорец до село Черноочене, при 328,8 км на Републикански път I-5;
- при 16,5 км, в село Мъдрец — надясно Републикански път III-5072 (21,6 км) през селата Перперек, Кокиче, Миладиново, Рудина, Сестринско, Поповец, Зимовина и Лясковец до 32 км на Републикански път III-593;
- при 36,1 км, западно село Книжовник — надясно Републикански път III-5074 (15 км) през селата Книжовник, Жълти бряг, Стамболово и Гледка до село Голям извор при 24,1 км на Републикански път III-505.

| Пътища, отклоняващи се надясно (населено място, № на пътя, посока на пътя) | Км   | Пътища, отклоняващи се наляво (посока на пътя, № на пътя, населено място) |
| -------------------------------------------------------------------------- | ---- | ------------------------------------------------------------------------- |
| Община Кърджали, Област Кърджали, I-5, 343,8 км, гр. Кърджали ←            | 0,0  | ← гр. Кърджали, 343,8 км, I-5, Област Кърджали, Община Кърджали           |
| с. Седловина                                                               | 3,8  | с. Седловина                                                              |
| (за с. Широко поле) общински път ←                                         | 7,6  |                                                                           |
| (за с. Звезделина) общински път ←                                          | 8,2  | → общински път (за с. Скалище)                                            |
| с. Жинзифово                                                               | 11,2 | с. Жинзифово                                                              |
| (за с. Висока поляна) общински път ←                                       | 12,5 |                                                                           |
| с. Чифлик                                                                  | 14,7 | → с. Чифлик, 0 км, III-5071 (до с. Черноочене)                            |
| (до 32 км на III-593) III-5072, 0 км, с. Мъдрец ←                          | 16,5 | с. Мъдрец                                                                 |
| (за с. Добриново) общински път ←                                           | 20,9 |                                                                           |
|                                                                            | 22,2 | → общински път (за с. Черньовци)                                          |
| (за с. Бащино) общински път ←                                              | 23   |                                                                           |
| (за с. Крин) общински път, с. Мост ←                                       | 23,5 | → с. Мост, общински път (за с. Черешица)                                  |
| Община Хасково, Област Хасково                                             | 26,2 | Област Хасково, Община Хасково                                            |
| с. Маслиново                                                               | 27,3 | с. Маслиново                                                              |
| с. Горно Войводино                                                         | 29,2 | с. Горно Войводино                                                        |
| с. Долно Войводино                                                         | 32,2 | с. Долно Войводино                                                        |
| (до с. Голям извор) III-5074, 0 км ←                                       | 36,1 |                                                                           |
| (до 362,3 км на I-8) III-505, 3,3 км ←                                     | 39,5 | ← 3,3 км, III-505 (от 301,3 км на I-5)                                    |